# Myxilla hentscheli
Myxilla hentscheli är en svampdjursart som beskrevs av Burton 1929. Myxilla hentscheli ingår i släktet Myxilla och familjen Myxillidae. Inga underarter finns listade i Catalogue of Life.